# Jaclyn Stelmaszyk
Jaclyn Stelmaszyk, née Halko le 16 décembre 1986 à Scarborough, est une rameuse polonaise et canadienne.

## Carrière
Elle est médaillée d'or du quatre de couple poids légers aux Championnats du monde d'aviron 2012 à Plovdiv sous les couleurs de la Pologne.
Sous les couleurs du Canada, elle est médaillée d'or du deux de couple poids légers aux Jeux panaméricains de 2019 à Lima.